# Turismo in Abruzzo

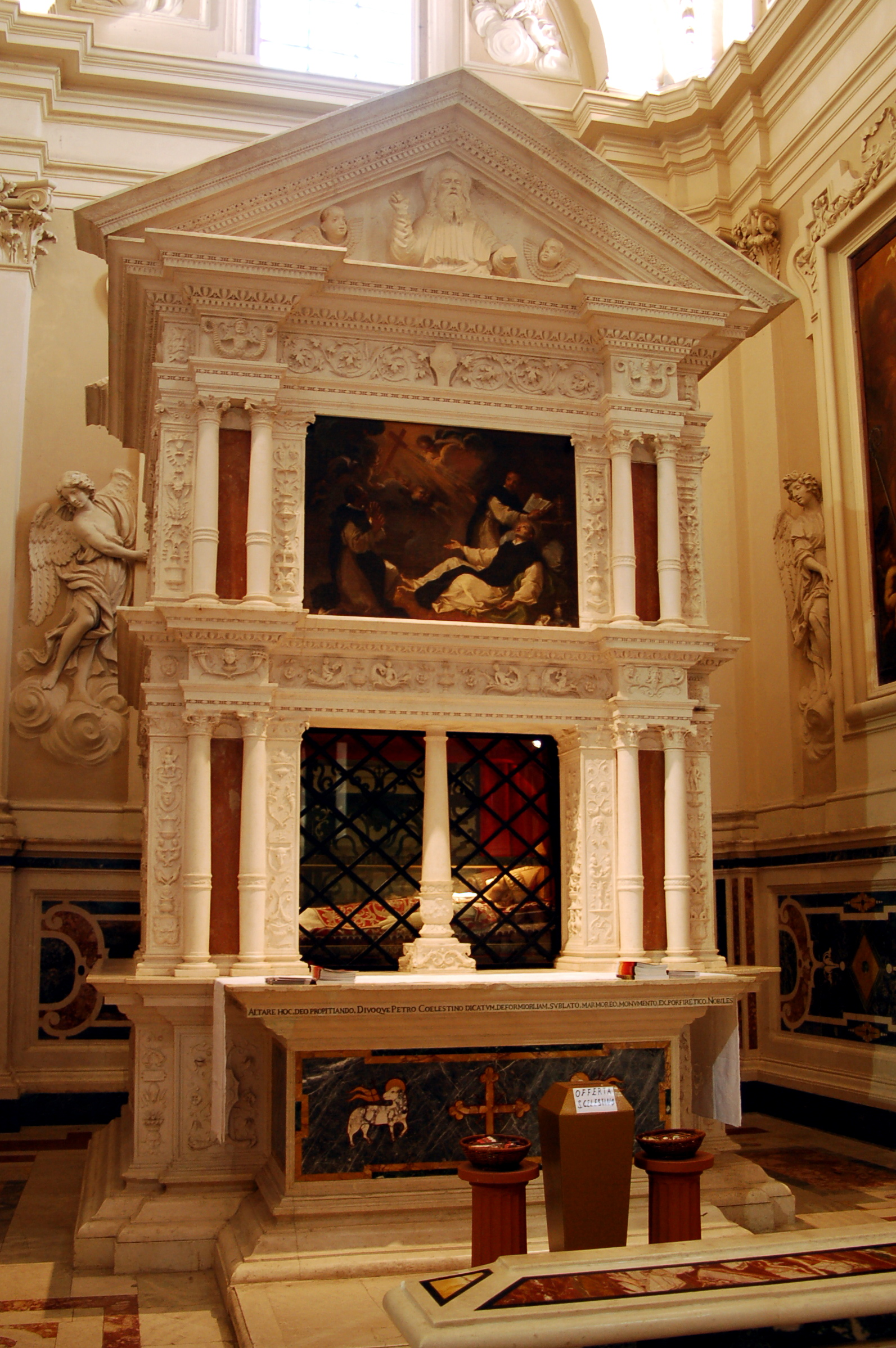
La tomba di Celestino V nella basilica di Santa Maria di Collemaggio prima del terremoto del 2009 (il restauro si conclude nel 2017)

Secondo le statistiche dell'ISTAT, nel 2021 in Abruzzo sono arrivati 1.330.187 turisti, e 5.917.765 di presenze, cifre che pongono l'Abruzzo al diciottesimo posto tra le regioni italiane per numero di turisti annui. L'offerta turistica abruzzese, rappresenta circa il 13% del PIL regionale e contribuisce al 7,1% dell'occupazione regionale, ma nonostante le alte potenzialità turistiche e gli incoraggianti dati di crescita continua delle presenze in regione, e malgrado gli sforzi più o meno efficaci dei vari enti locali e della regione di migliorare la comunicazione e la promozione turistica del territorio, l'Abruzzo resta una delle regioni meno visitate d'Italia.

## Le diverse tipologie di turismo in Abruzzo
Il turismo abruzzese può sostanzialmente dividersi in tre diverse tipologie: il turismo montano escursionistico naturale che comprende numerosi impianti sciistici, riserve, parchi naturali dalla quale è la prima regione italiana con maggiore area protetta e stabilimenti termali, il turismo balneare e costiero con i numerosi villaggi turistici, alberghi, camping e stabilimenti balneari, ed infine il turismo storico-artistico religioso e culturale concentrato soprattutto nei borghi montani e nelle città storiche come ad esempio L'Aquila, Vasto, Chieti, Teramo e Sulmona.

### Turismo costiero e balneare

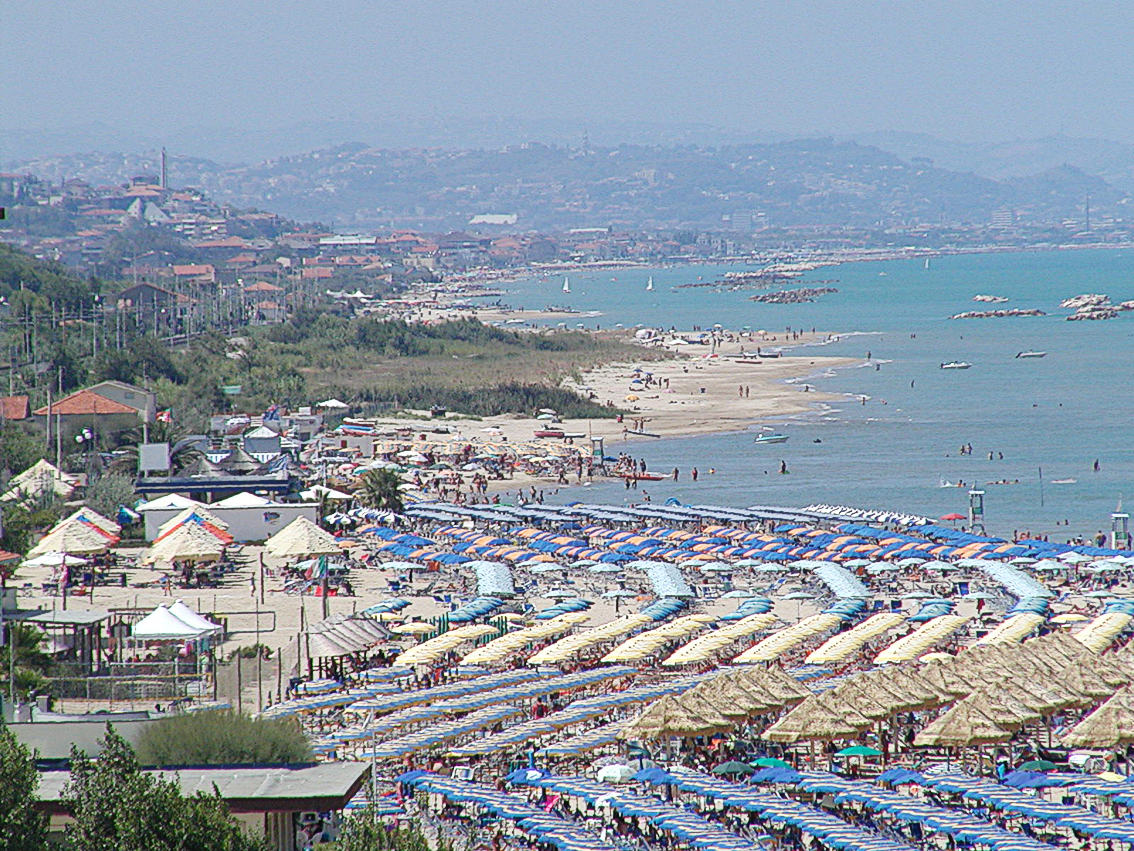
Stabilimenti balneari a Ortona

La costa in Abruzzo si estende per 129 chilometri; sono rinomati a livello nazionale centri attrezzati balneari turistici come  Martinsicuro,  Alba Adriatica, Tortoreto,  Giulianova,  Roseto degli Abruzzi, Pineto, Silvi, Montesilvano, Pescara, Francavilla al Mare, Ortona, San Vito Chietino, Fossacesia, Torino di Sangro, Casalbordino, Vasto e San Salvo; molti di questi centri fanno inoltre parte della Costa dei Trabocchi, famosa non solo per il mare ma anche per le antiche macchine da pesca abruzzesi ancora visibili e visitabili dai turisti lungo la costa.

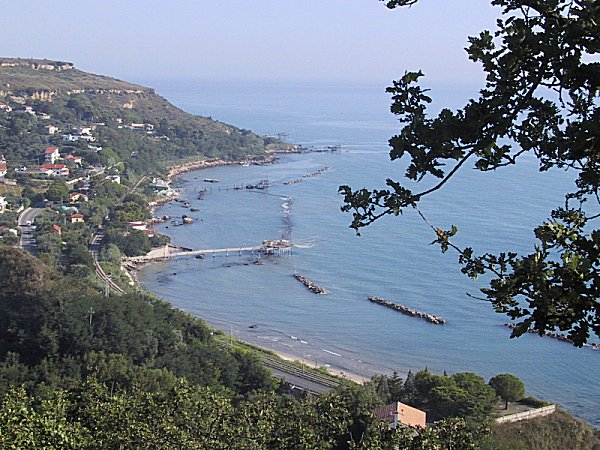
Costa dei Trabocchi

Per quanto riguarda questo tipo di turismo sono molteplici le attività che è possibile svolgere: la vela, il windsurf e il kitesurf, la canoa, la pesca, la motonautica (inclusi moto d'acqua e sci nautico), la pesca e la fotografia subacquea, le immersioni, lo snorkeling, equitazione, golf, MTB, cicloturismo, motociclismo, motocross e fuoristrada, kajak, e infine tiro con l'arco; la regione inoltre sta attuando investimenti per incrementare il turismo balneare e costiero e per arricchire l'offerta turistica regionale. Inoltre è stato presentato in regione, il progetto di legge per lo sviluppo e la valorizzazione del turismo naturalista, mediante l'istituzione di alcune spiagge da destinare alla pratica naturista, cercando di incentivare gli operatori ad investire su questo tipo di turismo.
Per quanto riguarda il cicloturismo, la Regione Abruzzo ha finanziato il completamento dell'intero tratto regionale di competenza della Ciclovia Adriatica avente un'estensione di 132 km, cioè l'intera costa con i lavori che hanno preso avvio nel mese di marzo 2015; di particolare interesse paesaggistico e naturalistico è il tratto di ciclovia che va da Vasto ad Ortona rinominato Via Verde della Costa dei Trabocchi lungo 42 chilometri.
Nel 2025, l'Abruzzo ha ottenuto 16 Bandiere Blu per la qualità delle acque, la qualità delle spiagge, dei servizi e misure di sicurezza, ed educazione ambientale.

### Turismo montano ed escursionistico

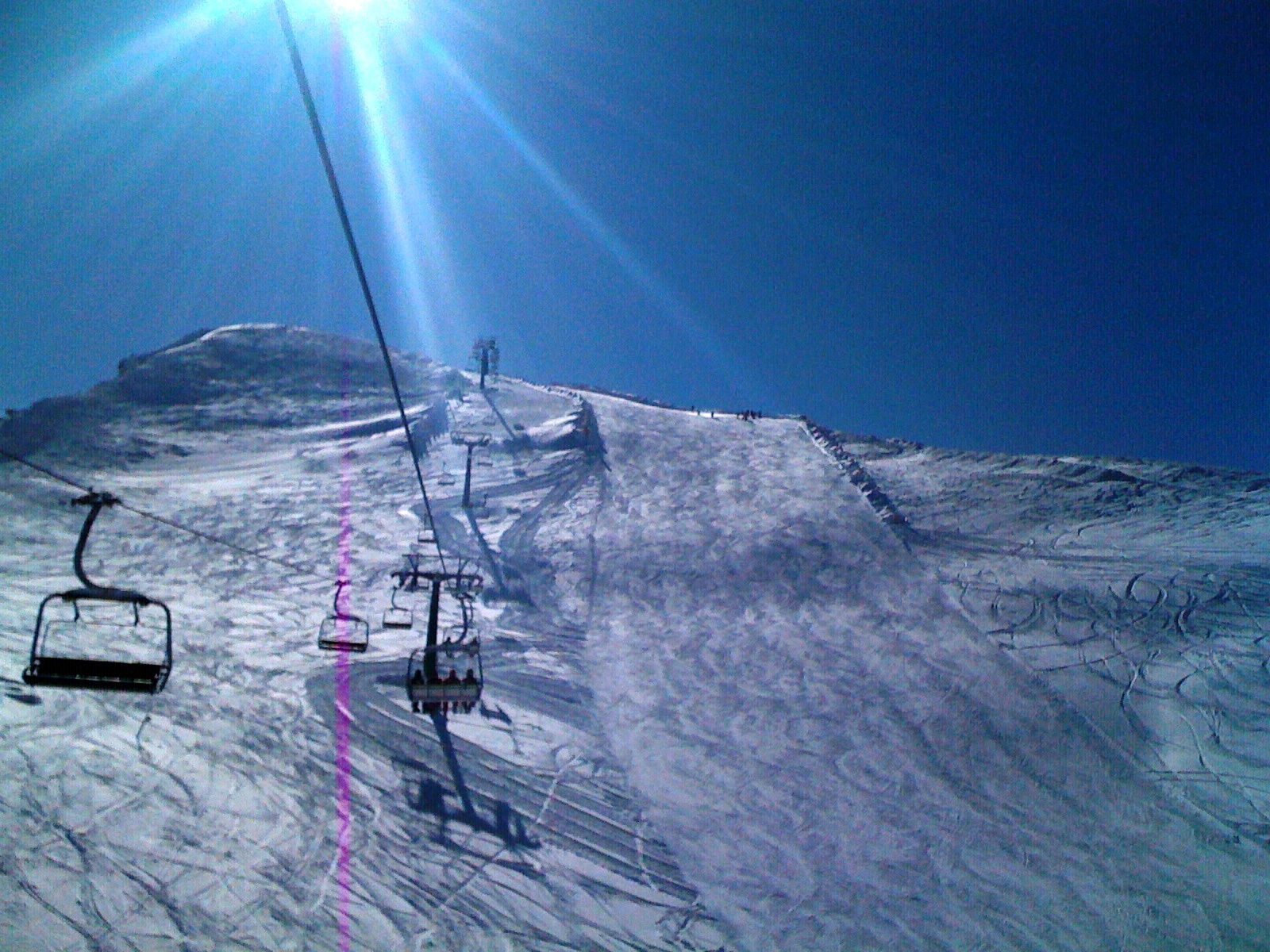
Impianti sciistici sul Monte Scindarella

La regione ha attualmente attive 19 stazioni sciistiche Le principali sono Campo Imperatore, Campo Felice, Ovindoli, Roccaraso, Passolanciano-Maielletta dove il turismo invernale è molto sviluppato ed è possibile praticare attività sportive come lo sci alpino, lo snowboard, lo sci alpinismo, lo sci escursionismo, lo sci di fondo e lo sleddog. Altre stazioni sono quelle di Rivisondoli, Pescocostanzo, Pescasseroli, Scanno/Passo Godi, Campo di Giove, Centomonti, Camporotondo, Voltigno, Monte Piselli, Caramanico/Sant'Eufemia a Maiella, Rocca di Mezzo, e Pianoro Campitelli.

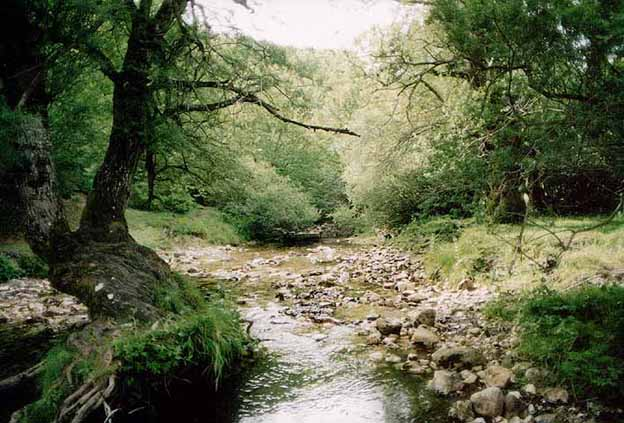
Parco Nazionale d'Abruzzo

Nel territorio abruzzese insistono tre parchi nazionali:
- Parco nazionale d'Abruzzo, Lazio e Molise[55]  che si è classificato primo nella top ten italiana tra i parchi più frequentati dai turisti italiani[56] con le sue note mete quali Pescasseroli, Civitella Alfedena, Villetta Barrea, ecc.
- Parco nazionale del Gran Sasso e Monti della Laga[57];
- Parco nazionale della Maiella[58].

Inoltre, vi sono un parco regionale (Parco naturale regionale Sirente-Velino) e 38 aree protette tra oasi, riserve regionali e riserve statali. In totale il 36% del territorio regionale è sottoposto a tutela ambientale: una media che colloca l'Abruzzo al primo posto in Italia.

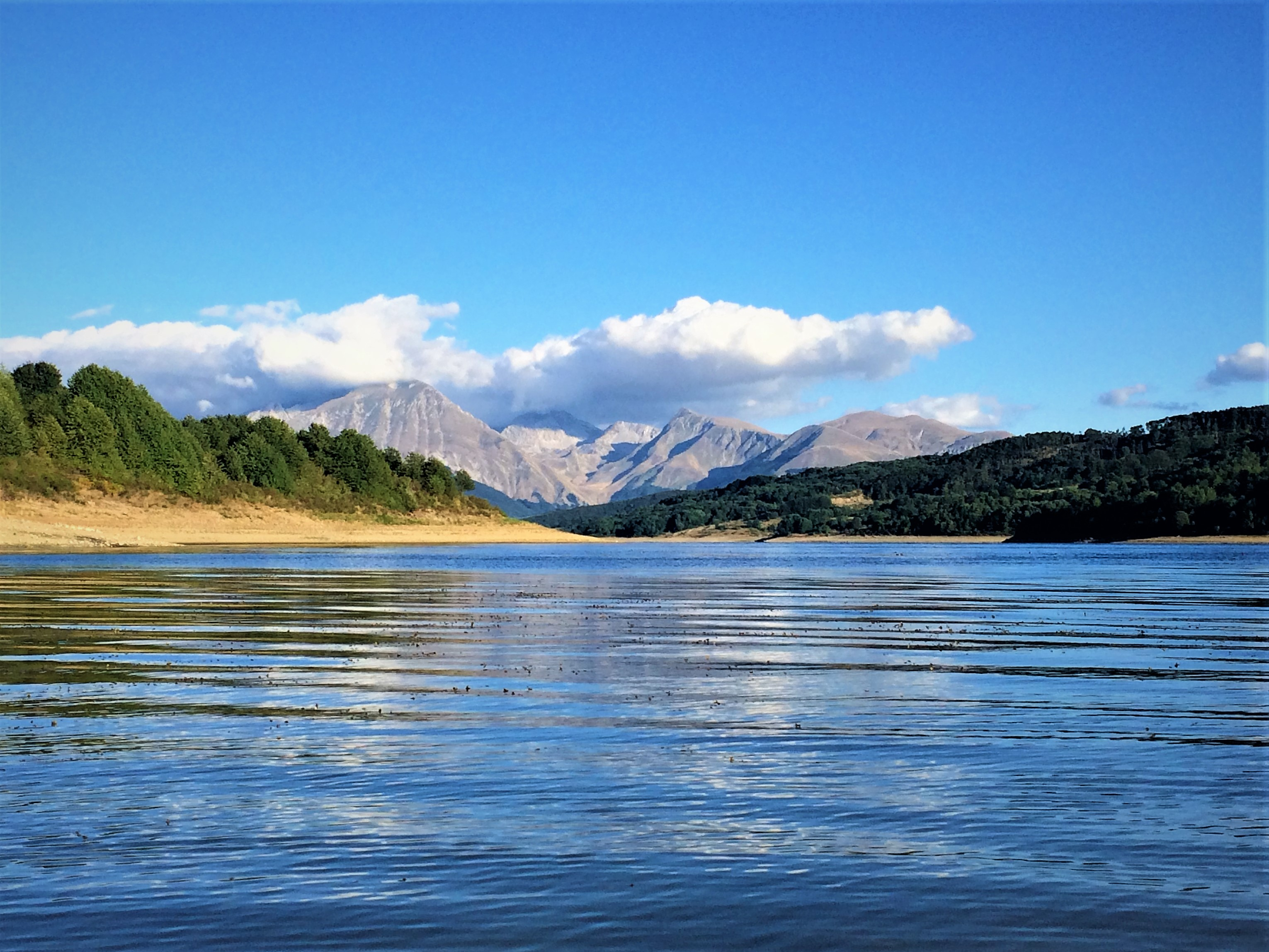
Lago di Campotosto

I parchi naturali, il lago di Barrea, il Lago di Scanno e il Lago di Campotosto permettono ai turisti attività escursionistiche e naturalistiche, attività di svago e di vacanza come ad esempio come escursioni organizzate con il parco, escursioni a cavallo, trekking, cicloturismo, canoa, rafting, windsurf, alpinismo, birdwatching, il canottaggio sul Lago di Bomba, attività di volo con parapendio e deltaplano; oltre ai parchi naturali l'Abruzzo può vantare numerose aree protette. Nel 2010 si è stimato che oltre 1 milione di turisti ha visitato i parchi regionali.
In modo particolare per incrementare questo tipo di turismo e soprattutto l'attività del cicloturismo la regione sta pubblicizzando le bellezze naturali della regione e gli itinerari per i turisti in modo da valorizzare anche le zone interne montane regionali. Infine importanti stabilimenti termali sono presenti nelle località di Caramanico, Raiano, e Canistro.
È inoltre attivo un servizio ferroviario turistico sulla ferrovia Sulmona-Isernia che attraversa parte dell'entroterra montano delle regioni Abruzzo e Molise chiamato Ferrovia dei Parchi. Il tratto abruzzese attraversa paesi come Cansano, Campo di Giove, Palena, Rivisondoli, Pescocostanzo, Roccaraso, Castel di Sangro.

### Patrimoni dell'umanità dell'UNESCO

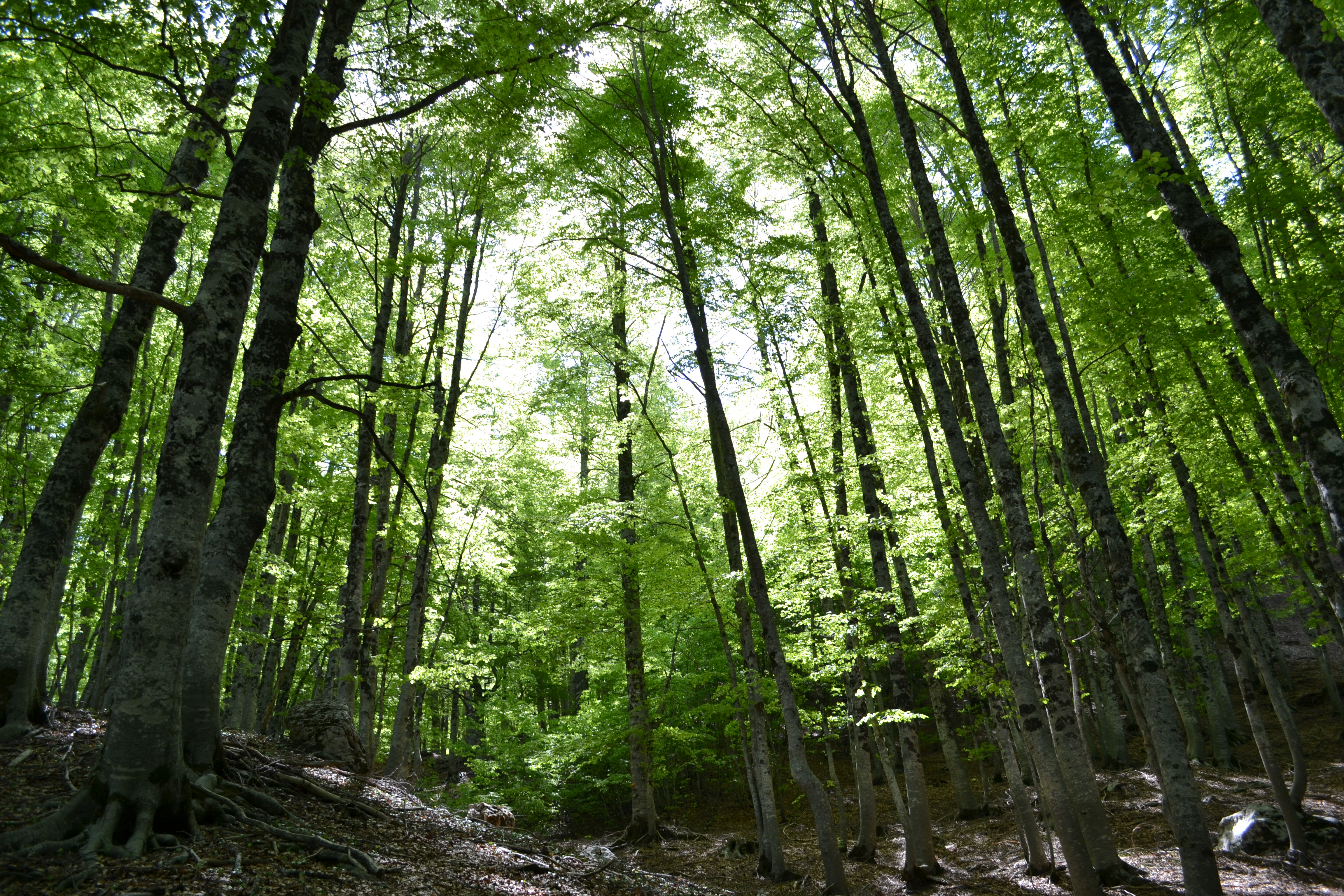
Val Fondillo

Nel 2017 i cinque nuclei di faggete vetuste ricadenti in una superficie di 937 ettari inclusa tra i comuni di Lecce nei Marsi (Selva Moricento), Opi (Cacciagrande e Valle Jancino in Val Fondillo), Pescasseroli (Coppo del Principe e Coppo del Morto) e Villavallelonga (Val Cervara), databili intorno ai 600 anni, sono stati riconosciuti patrimonio dell'umanità unitamente alle foreste primordiali dei faggi dei Carpazi e di altre regioni d'Europa. Si tratta del primo riconoscimento UNESCO per l'intera regione abruzzese.
L'Unesco nel 2019 ha inoltre riconosciuto come patrimonio culturale immateriale la festività religiosa aquilana Perdonanza Celestiniana.

### Il turismo storico-artistico, religioso e culturale

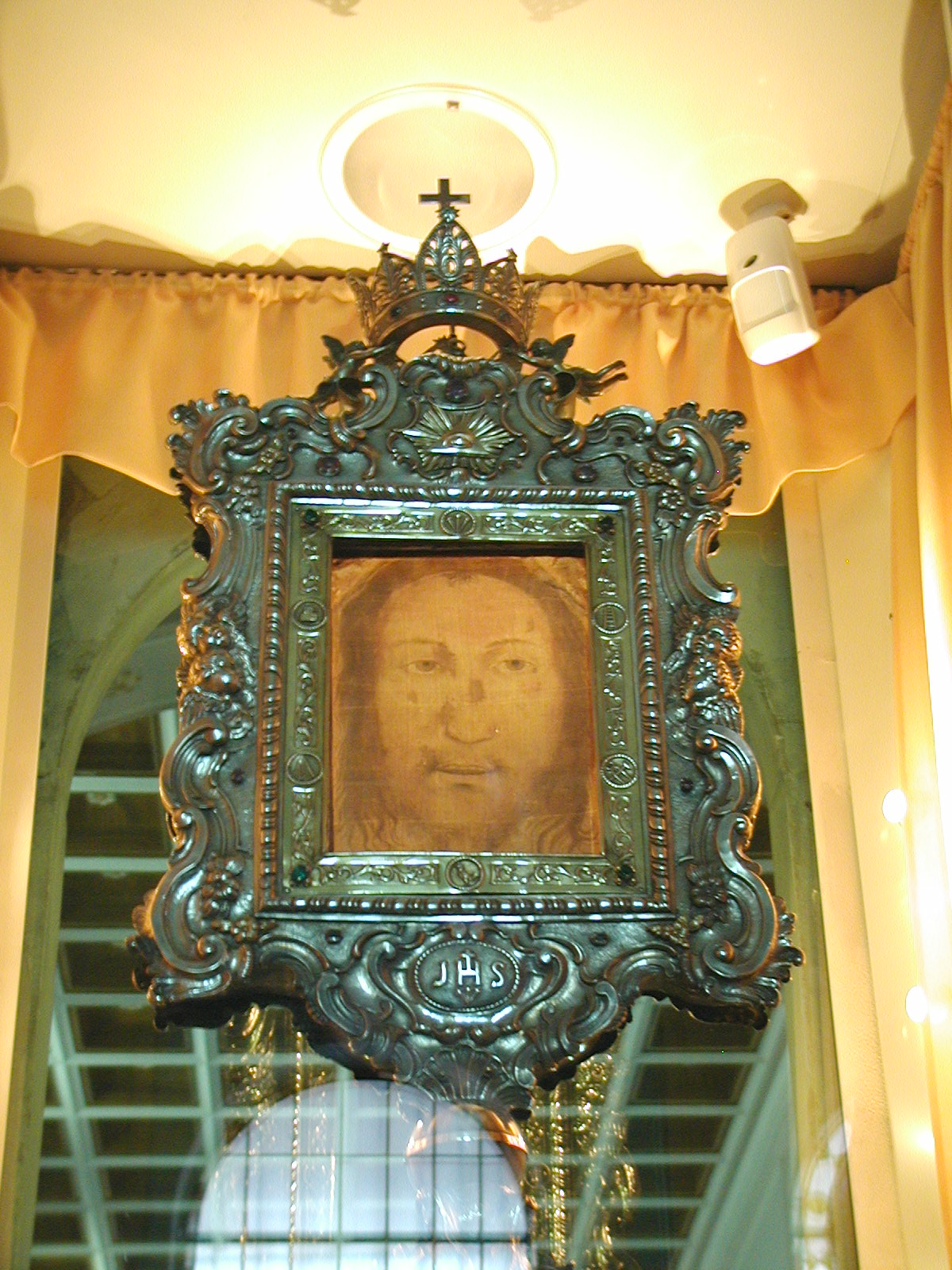
Il Volto Santo di Manoppello nella sua teca

Per quanto riguarda il turismo storico-artistico religioso e culturale, di importanza storica e culturale sono le città di Chieti con vestigia romane, chiese, musei (Museo archeologico nazionale d'Abruzzo che contiene al suo interno il Guerriero di Capestrano, Teramo (Torre del Duomo di Teramo, Madonna delle Grazie), Vasto (Duomo di Vasto, Palazzo D'Avalos) , Lanciano (Miracolo eucaristico di Lanciano), Atri (Basilica di Santa Maria Assunta), Giulianova(Duomo di San Flaviano, Museo d'arte dello Splendore), Sulmona (Cattedrale di San Panfilo, Complesso dell'Annunziata, Badia Morronese, Eremo di Sant'Onofrio al Morrone, Santuario di Ercole Curino), Pescara, che oltre alla presenza di numerosi musei sulle arti moderne ospita la casa natale Gabriele D'Annunzio, monumento nazionale dal 1927 e L'Aquila, dove sono presenti diversi monumenti (Fontana delle 99 cannelle), musei (Museo nazionale d'Abruzzo), castelli (Forte spagnolo) e chiese di importanza nazionale (tra le quali la Basilica di Santa Maria di Collemaggio - con le spoglie di Papa Celestino V - gravemente danneggiata dal sisma del 2009); altre città d'arte rilevanti sono Avezzano e Penne
.

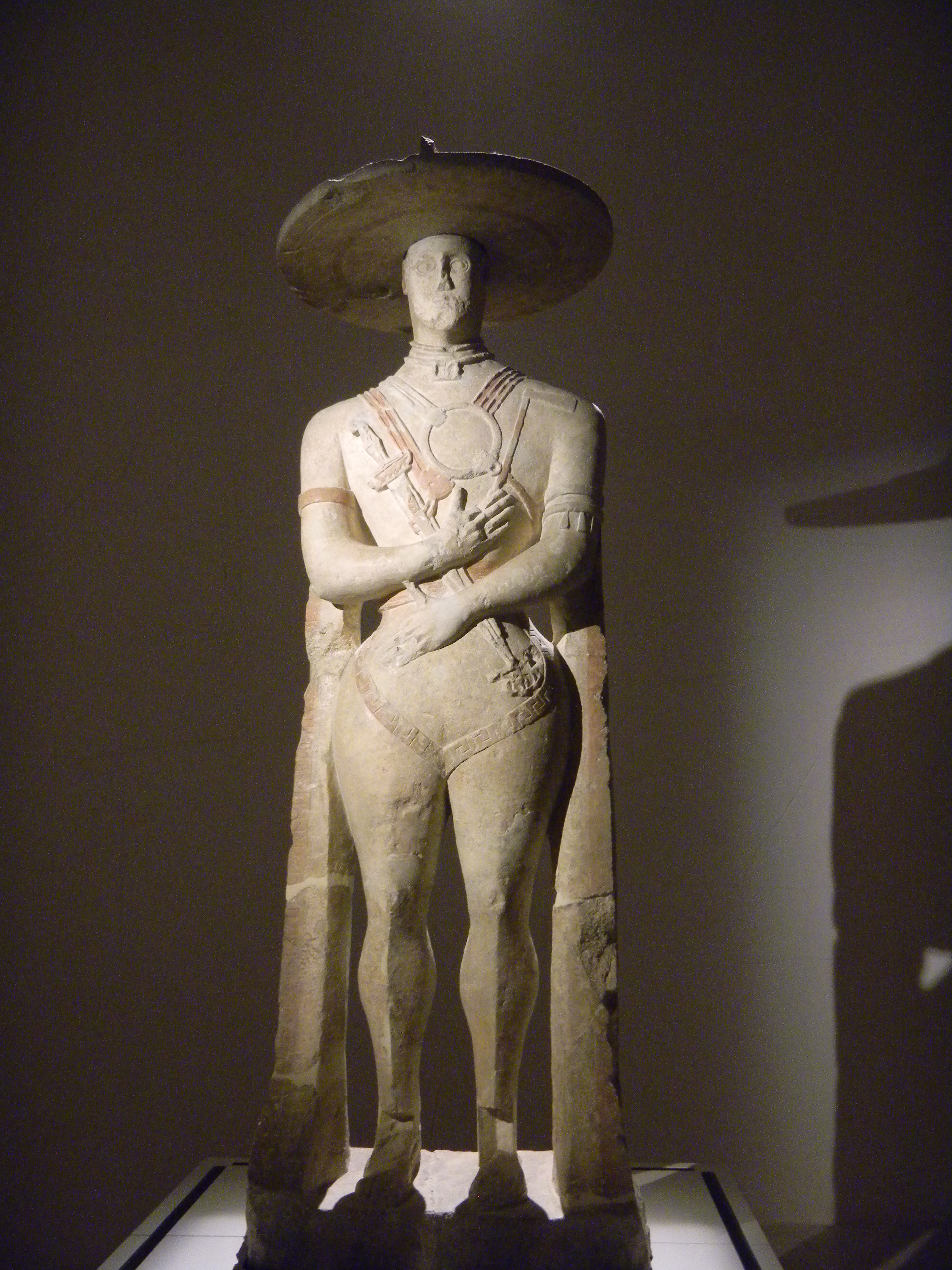
Guerriero di Capestrano

Nelle zone interne montane sono presenti antichi borghi, di cui diversi facenti parte dell'associazione I borghi più belli d'Italia (Abbateggio, Anversa degli Abruzzi, Bugnara, Caramanico Terme, Castel del Monte, Castelli, Città Sant'Angelo, Civitella del Tronto, Guardiagrele, Introdacqua, Navelli, Opi, Pacentro, Penne, Pescocostanzo, Pettorano sul Gizio, Pietracamela, Santo Stefano di Sessanio, Rocca Calascio, Rocca San Giovanni, Scanno, Tagliacozzo, Villalago), castelli (a Roccascalegna, Celano, Pacentro, Anversa degli Abruzzi, Avezzano, Balsorano, Villalago, Calascio, Valle Castellana, Monteodorisio, Carpineto Sinello, Crecchio, Civitaluparella, Ortona, Castiglione Messer Marino, Civitella Messer Raimondo, Vasto, Montazzoli, Palmoli, Casoli, Archi, Serramonacesca, Salle), eremi (Santa Croce al Morrone, San Giovanni, San Bartolomeo ecc.), santuari(basilica santuario del Volto Santo di Manoppello, il santuario di San Gabriele dell'Addolorata, uno dei più visitati in Italia, i Ruderi del monastero di Santa Maria in Valle Rotana), conventi (convento del Ritiro della Santissima Annunziata del Poggio, convento della Madonna del Carmine, convento di San Francesco (Lanciano), convento Michetti, ex convento di San Donato), abbazie (San Clemente a Casauria, San Liberatore a Maiella, San Giovanni in Venere, abbazia Santa Maria in Montesanto, abbazia di Santa Lucia, abbazia di Santa Maria Arabona, badia Morronese), e chiese antiche (Santa Maria ad Cryptas a Fossa, San Tommaso di Caramanico ecc.)

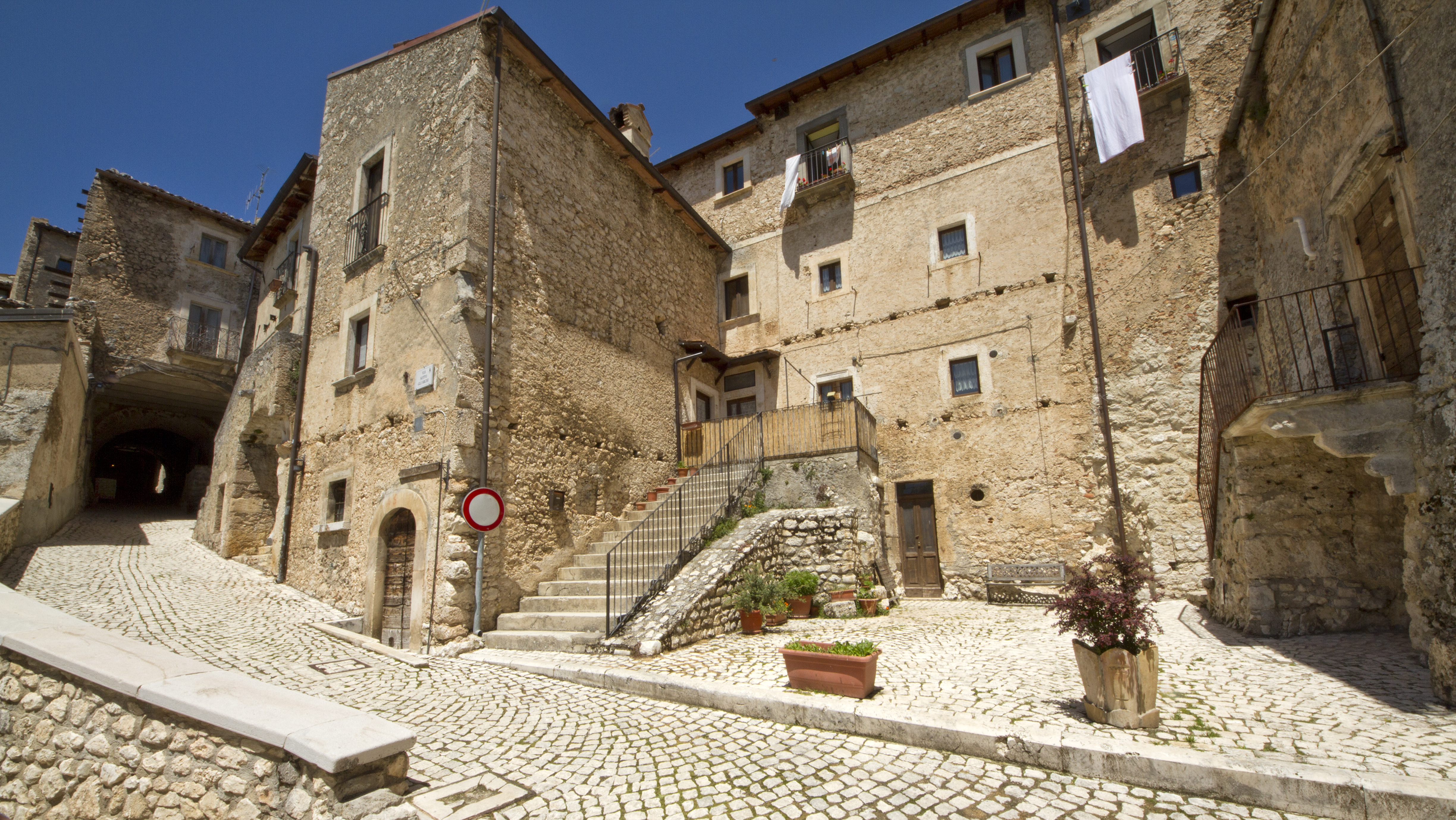
Santo Stefano di Sessanio

È stato presentato e approvato alla regione un progetto di legge sull'albergo diffuso, con lo scopo di incentivare, promuovere e divulgare questo tipo di turismo, con il recupero e la valorizzazione dei centri storici e piccoli borghi ormai abbandonati. Il maggior numero di turisti proviene dal resto dell'Italia, dalla Francia e dalla Germania; in questo caso a fine anno 2011 la regione ha fatto registrare una buona crescita per questo particolare ramo del turismo. Per quanto riguarda invece il turismo storico, ed in particolare quello relativo ai musei regionali la regione nei primi nove mesi del 2012 ha fatto registrare una buona crescita di questo tipo di turismo con un +17,14% relativo alle presenze dei turisti negli stessi musei.

### Turismo enogastronomico
Rivalutato negli ultimi anni anche il settore enogastronomico, con una cucina variegata, che conserva tratti antichi delle antiche ricette pastorali e montane, di mare, e offre oggi prodotti enogastronomici di eccellenza, tra i quali spiccano lo Zafferano dell'Aquila, la Patata del Fucino, la liquirizia di Atri, i confetti di Sulmona, la Mortadella di Campotosto, e molti altri.

## Statistiche

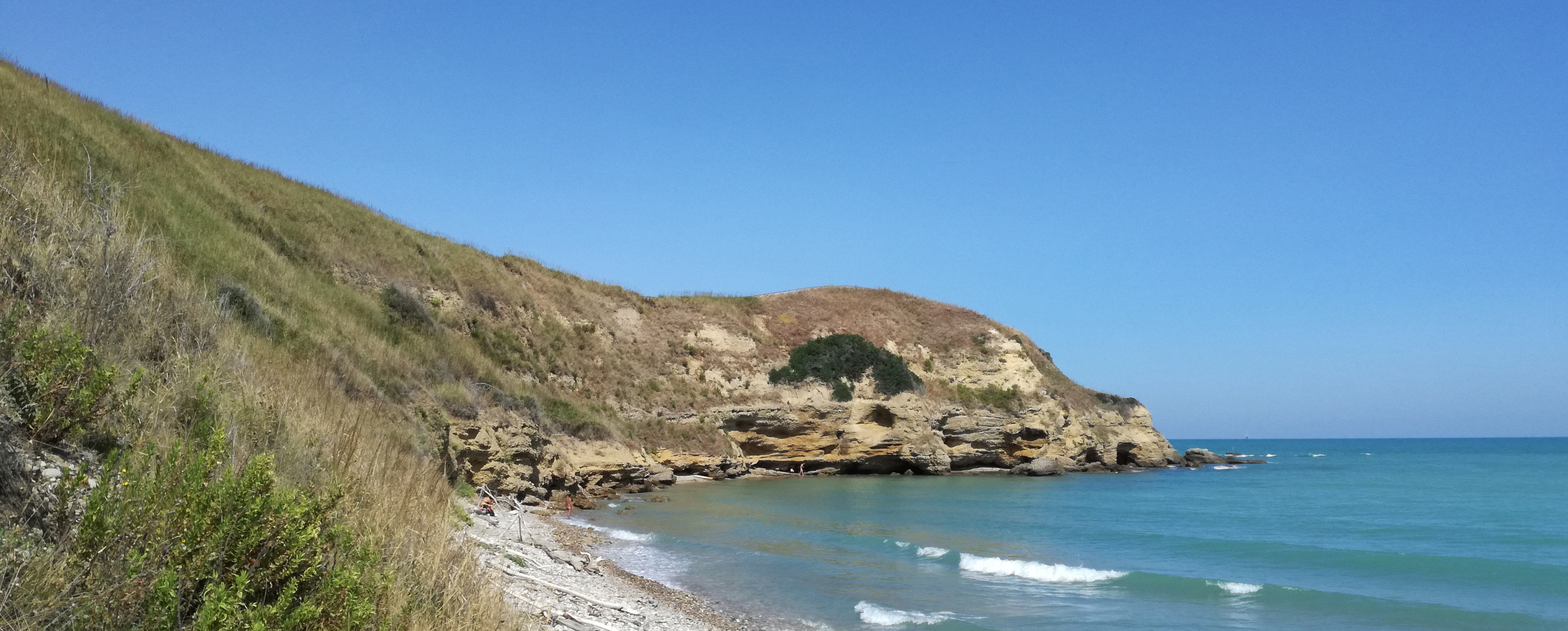
La spiaggia dei libertini, situata all'interno della riserva

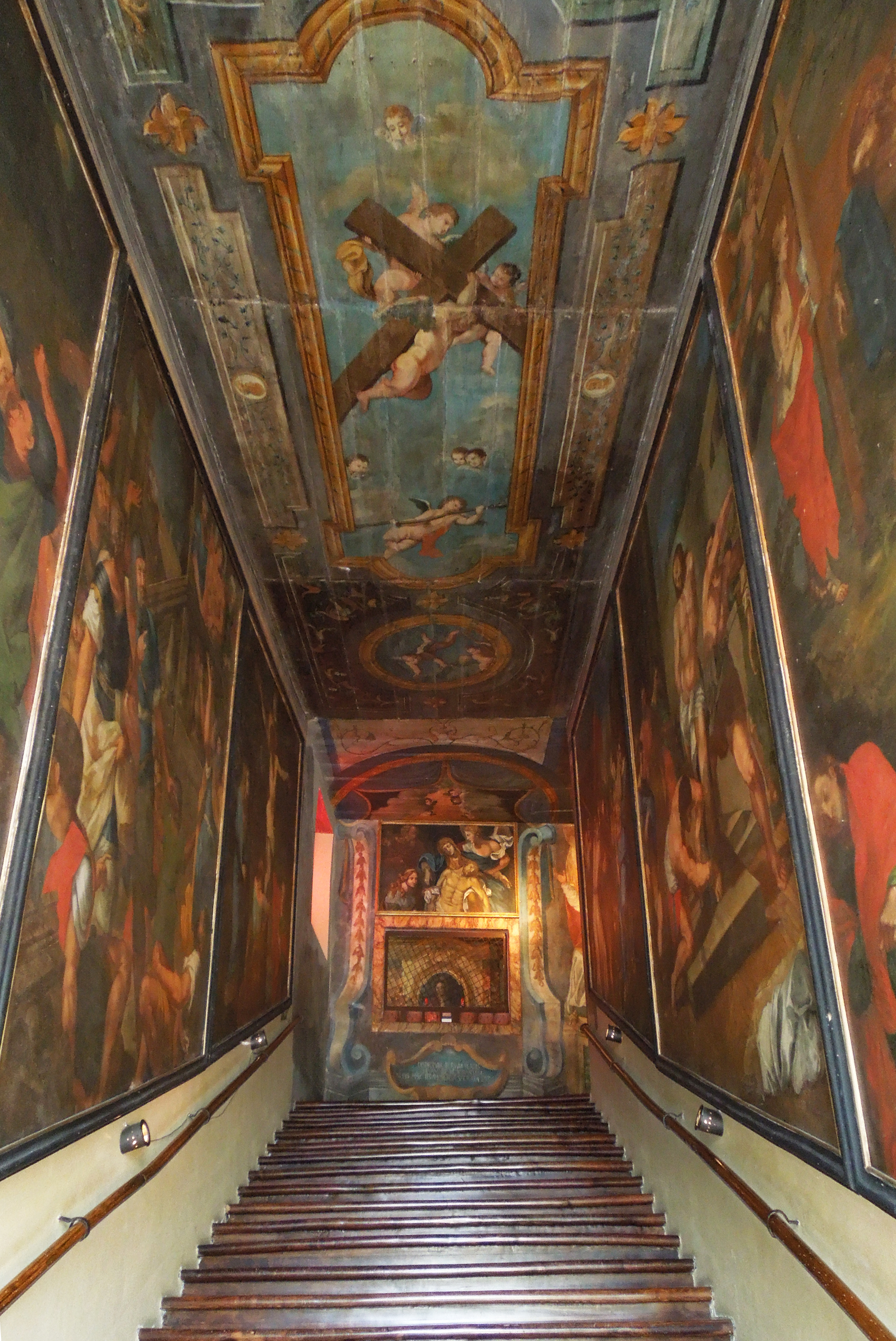
Scala Santa, Campli

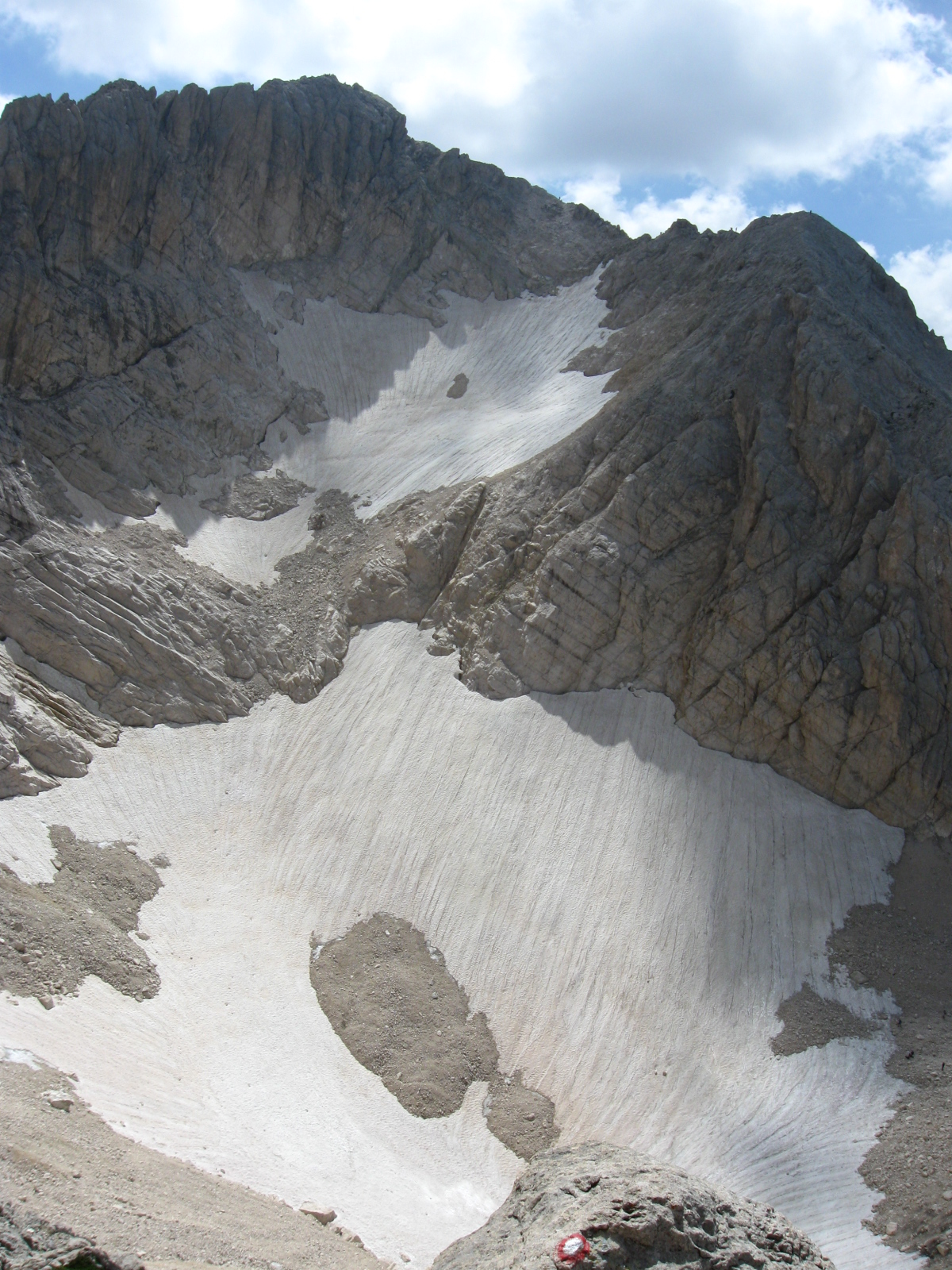
Ghiacciaio del Calderone nel 2013

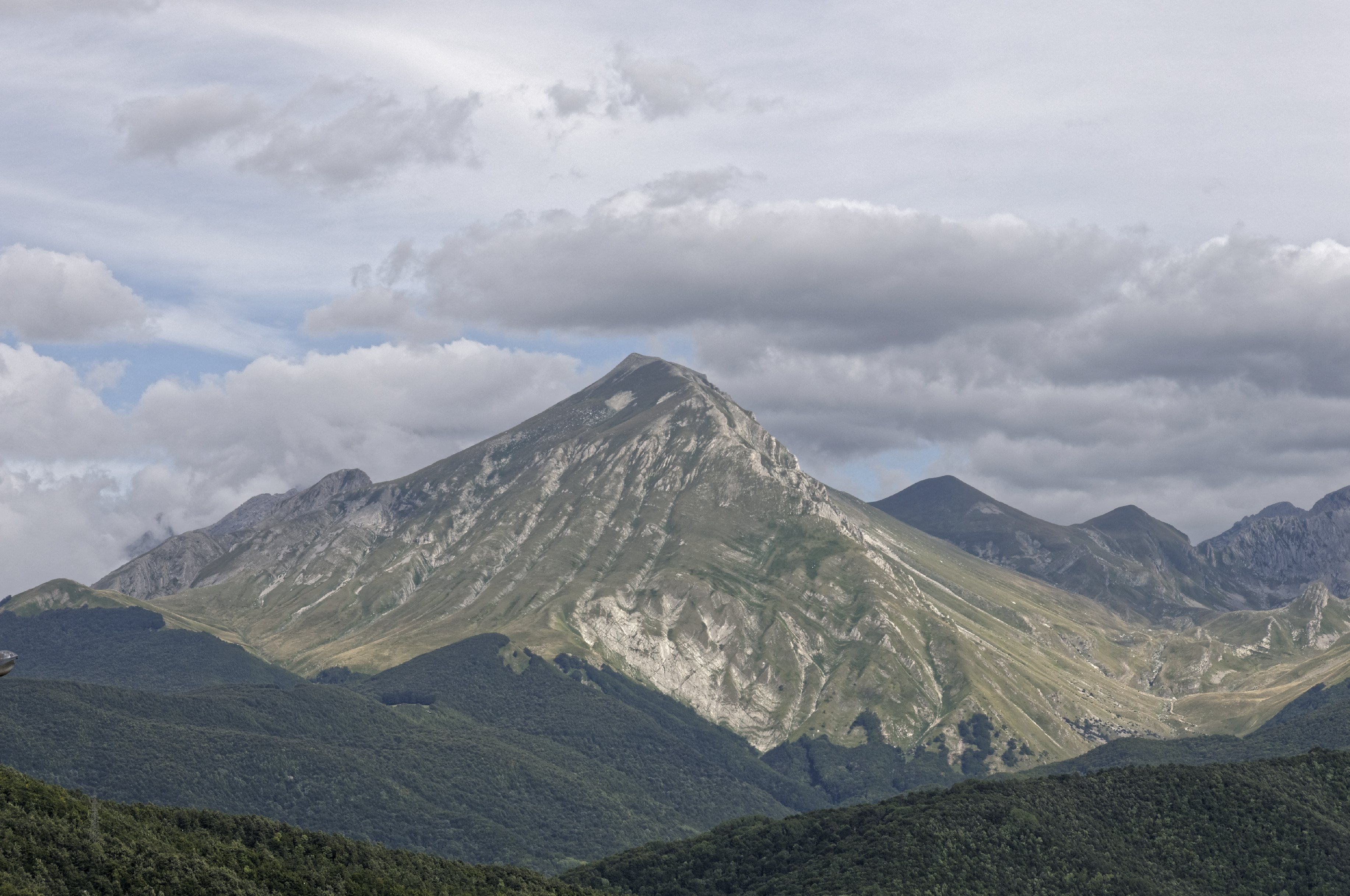
Il Gran Sasso (Monte Corvo) visto dalla zona di Campotosto

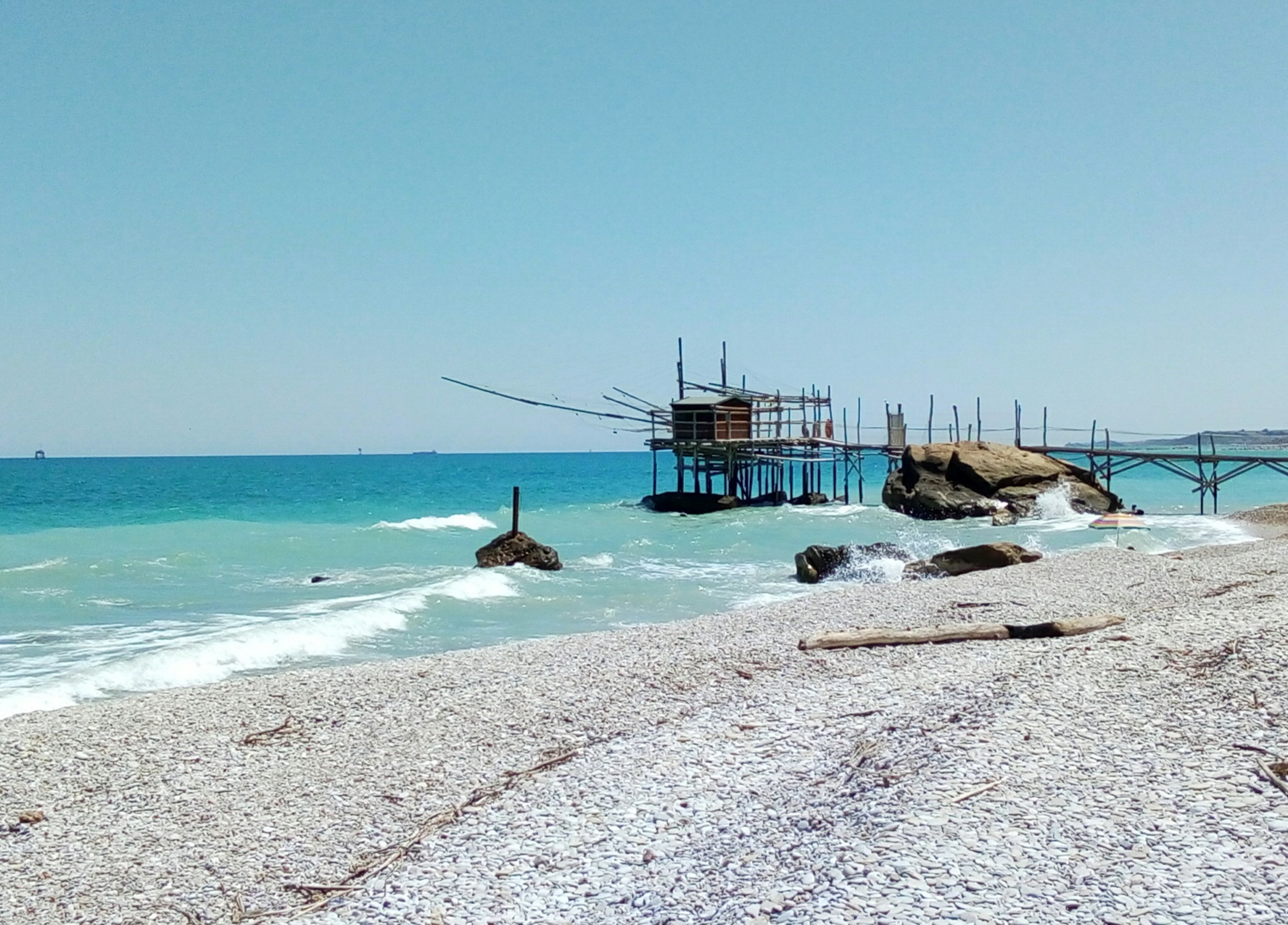
Le Morge

| Anno | Numero di arrivi |             | Fonte |
| ---- | ---------------- | ----------- | ----- |
| 2021 | 1,330,887        | Aumento     | [ 1 ] |
| 2020 | 1,069,867        | Diminuzione | [ 1 ] |
| 2019 | 1,643,166        | Aumento     | [ 1 ] |
| 2018 | 1,643,111        | Aumento     | [ 1 ] |
| 2017 | 1,548,653        | Aumento     | [ 1 ] |
| 2016 | 1,526,452        | Aumento     | [ 1 ] |
| 2015 | 1,522,087        | Aumento     | [ 1 ] |
| 2014 | 1,391,957        | Diminuzione | [ 1 ] |
| 2013 | 1,500,010        | Diminuzione | [ 1 ] |
| 2012 | 1,579,436        | Diminuzione | [ 1 ] |
| 2011 | 1,580,971        | Aumento     | [ 1 ] |
| 2010 | 1,485,147        | Aumento     | [ 1 ] |
| 2009 | 1,341,525        | Diminuzione | [ 1 ] |
| 2008 | 1,636,498        | Aumento     | [ 1 ] |
| 2007 | 1,560,806        | Diminuzione | [ 1 ] |
| 2006 | 1,578,587        | Aumento     | [ 1 ] |
| 2005 | 1,503,432        | Aumento     | [ 1 ] |
| 2004 | 1,425,563        | Diminuzione | [ 1 ] |
| 2003 | 1,428,019        | Aumento     | [ 1 ] |
| 2002 | 1,346,414        | Aumento     | [ 1 ] |
| 2001 | 1,320,146        | Aumento     | [ 1 ] |
| 2000 | 1,273,797        |             | [ 1 ] |

| Anno | Numero di presenze |             | Fonte |
| ---- | ------------------ | ----------- | ----- |
| 2021 | 5,197,765          | Aumento     | [ 1 ] |
| 2020 | 4,012,792          | Diminuzione | [ 1 ] |
| 2019 | 6,176,702          | Diminuzione | [ 1 ] |
| 2018 | 6,335,122          | Aumento     | [ 1 ] |
| 2017 | 6,193,473          | Aumento     | [ 1 ] |
| 2016 | 6,119,103          | Diminuzione | [ 1 ] |
| 2015 | 6,177,230          | Diminuzione | [ 1 ] |
| 2014 | 6,282,824          | Diminuzione | [ 1 ] |
| 2013 | 6,909,216          | Diminuzione | [ 1 ] |
| 2012 | 7,254,977          | Diminuzione | [ 1 ] |
| 2011 | 7,423,774          | Aumento     | [ 1 ] |
| 2010 | 7,307,229          | Aumento     | [ 1 ] |
| 2009 | 6,659,108          | Diminuzione | [ 1 ] |
| 2008 | 7,560,546          | Aumento     | [ 1 ] |
| 2007 | 7,374,645          | Diminuzione | [ 1 ] |
| 2006 | 7,452,113          | Aumento     | [ 1 ] |
| 2005 | 6,987,992          | Aumento     | [ 1 ] |
| 2004 | 6,933,452          | Diminuzione | [ 1 ] |
| 2003 | 7,120,250          | Aumento     | [ 1 ] |
| 2002 | 6,864,349          | Aumento     | [ 1 ] |
| 2001 | 6,675,864          | Aumento     | [ 1 ] |
| 2000 | 6,287,888          |             | [ 1 ] |

## Galleria d'immagini

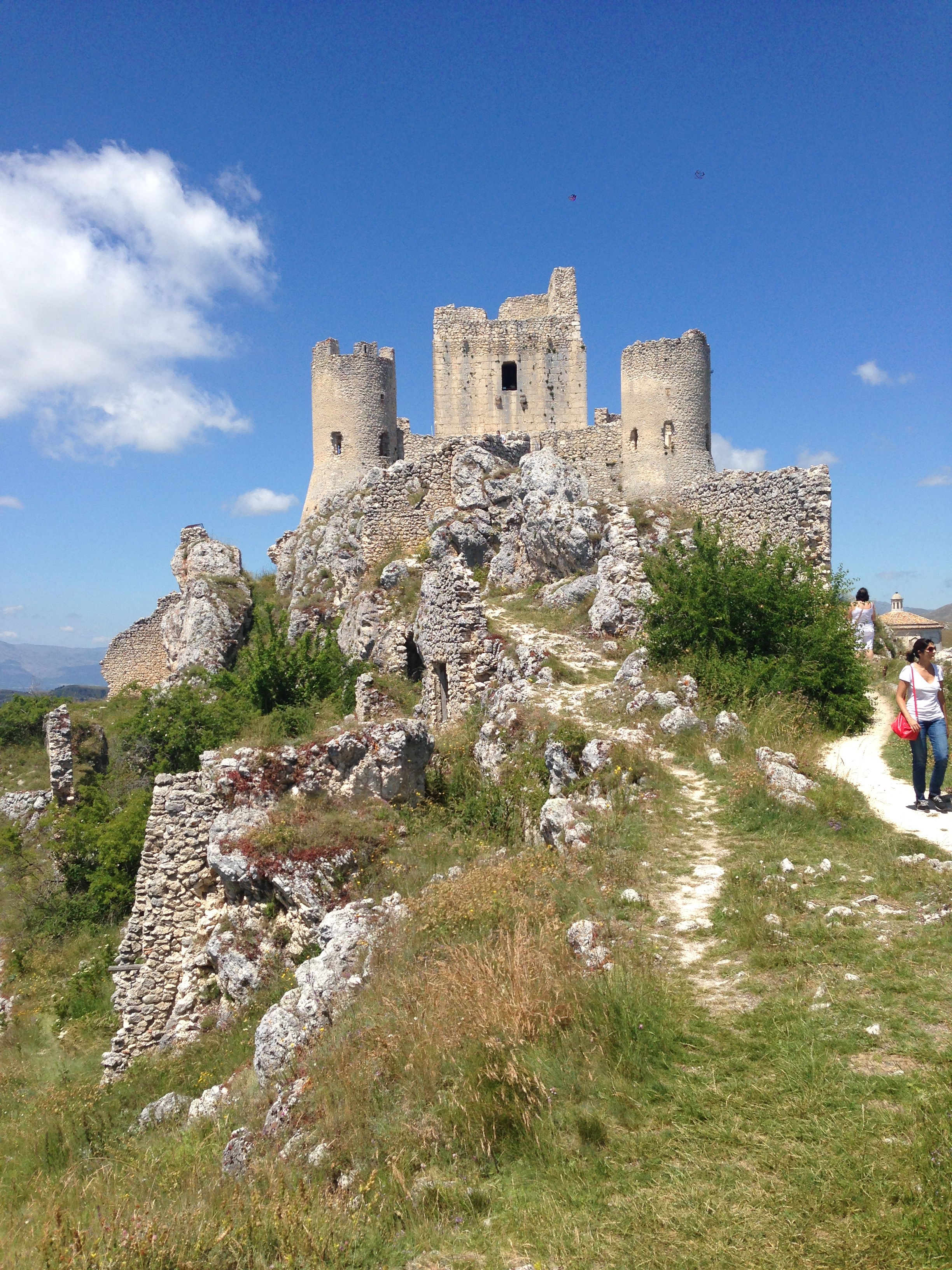
Rocca Calascio
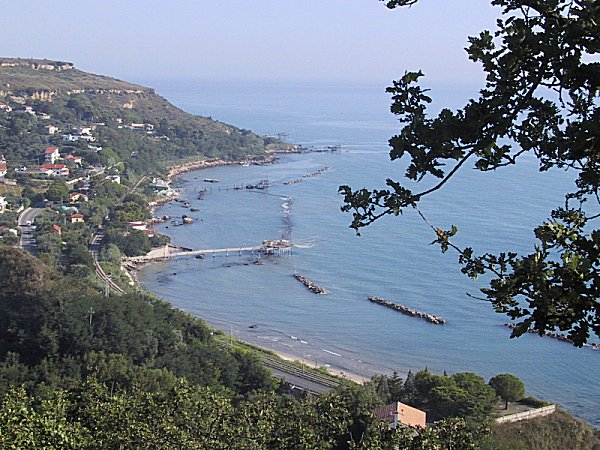
La costa dei Trabocchi vista da Fossacesia
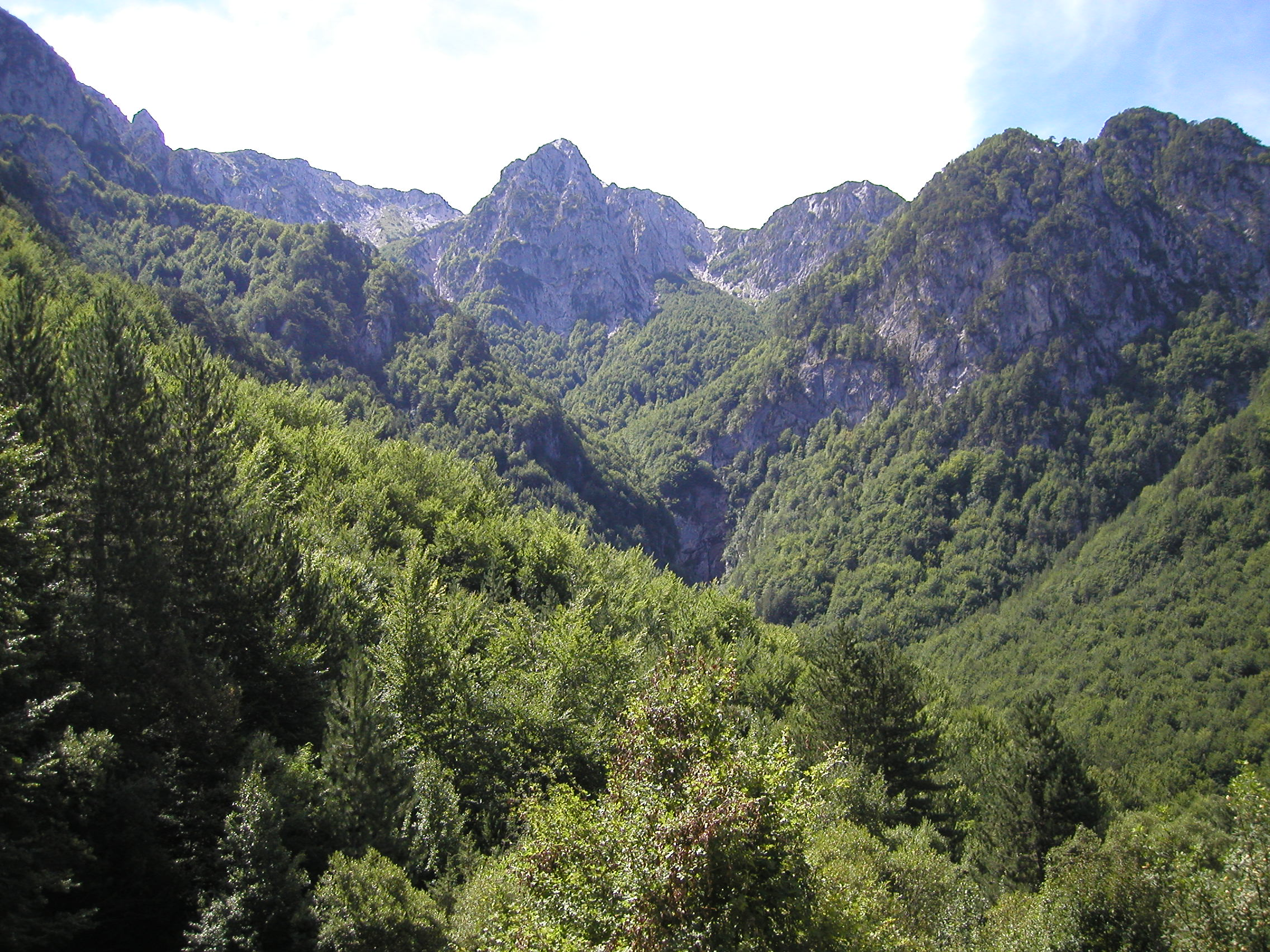
La Camosciara nel parco nazionale d'Abruzzo, Lazio e Molise
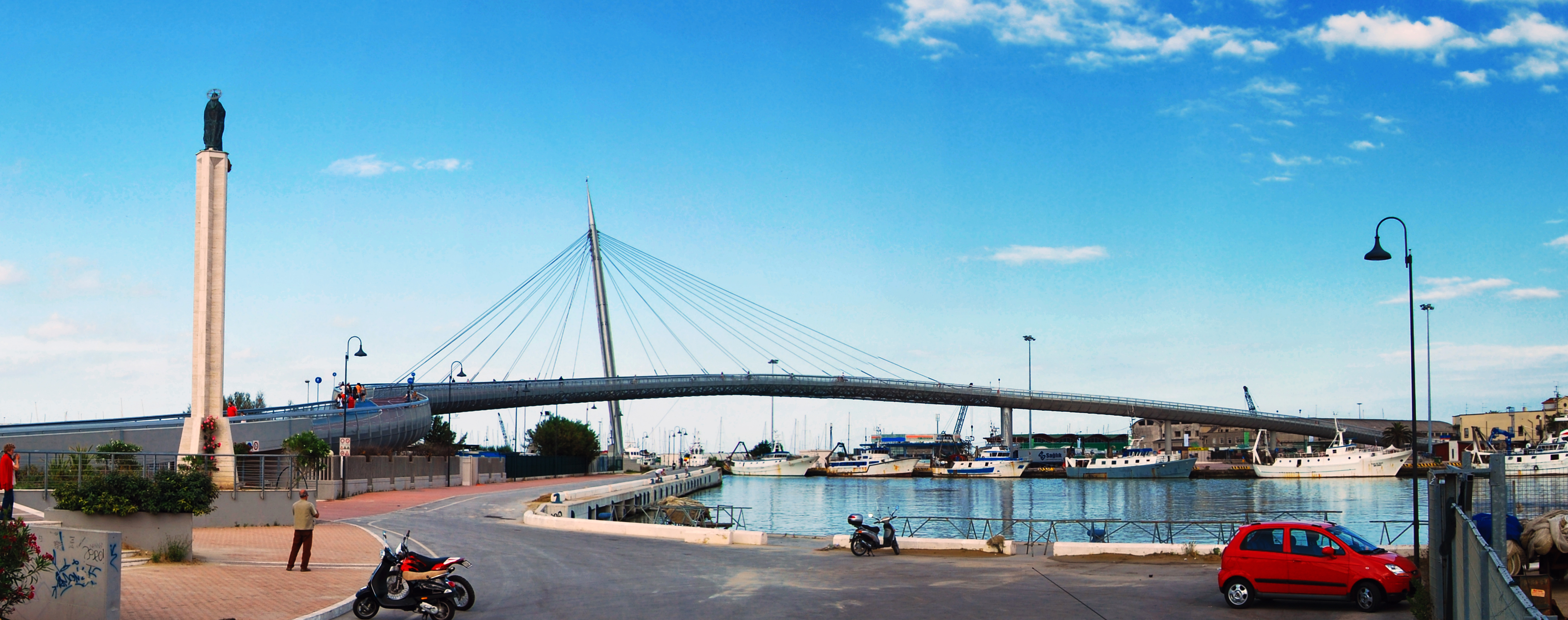
Ponte del Mare a Pescara
Basilica di Santa Maria di Collemaggio all'Aquila
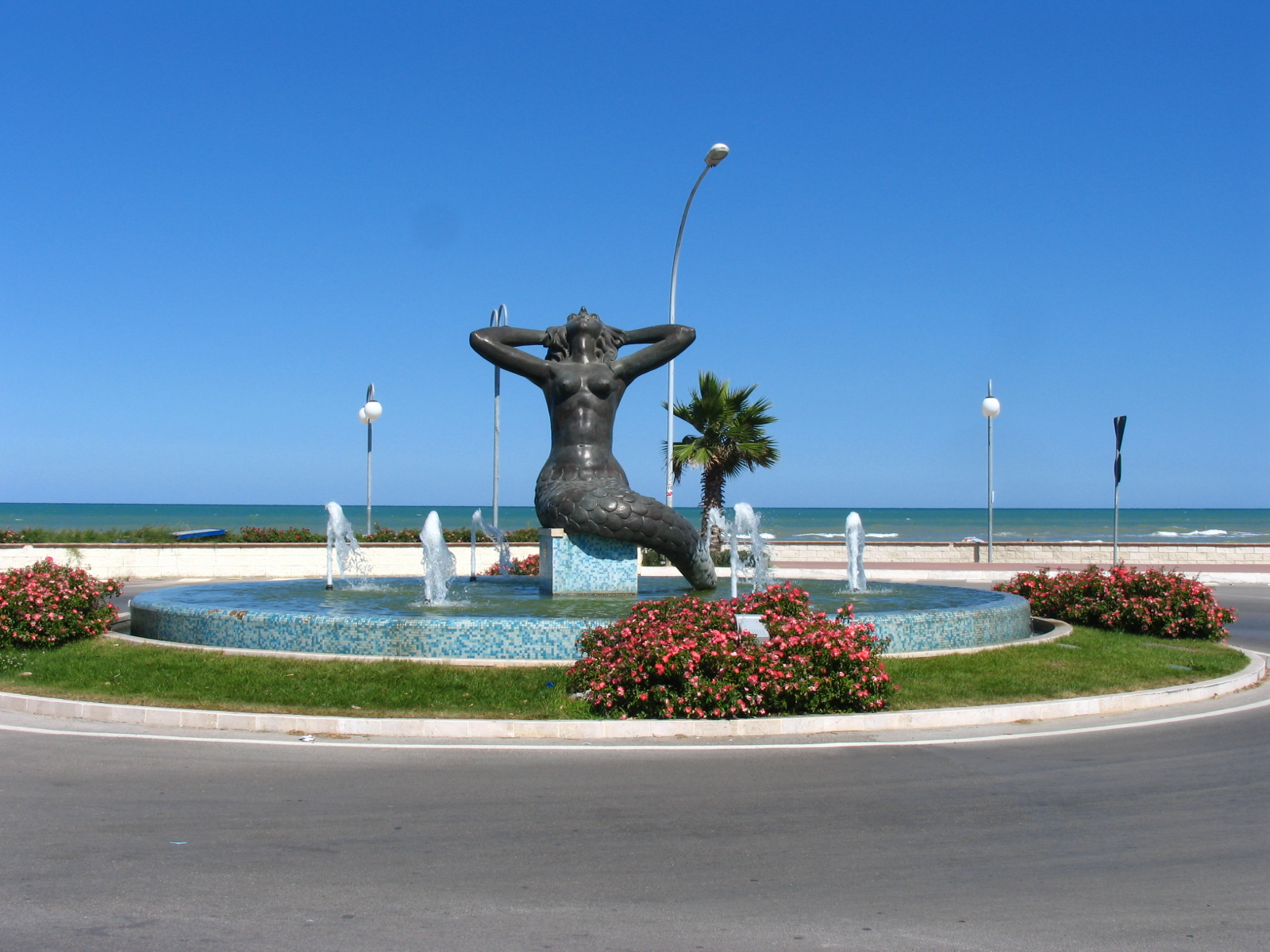
Statua della Sirena a Tortoreto
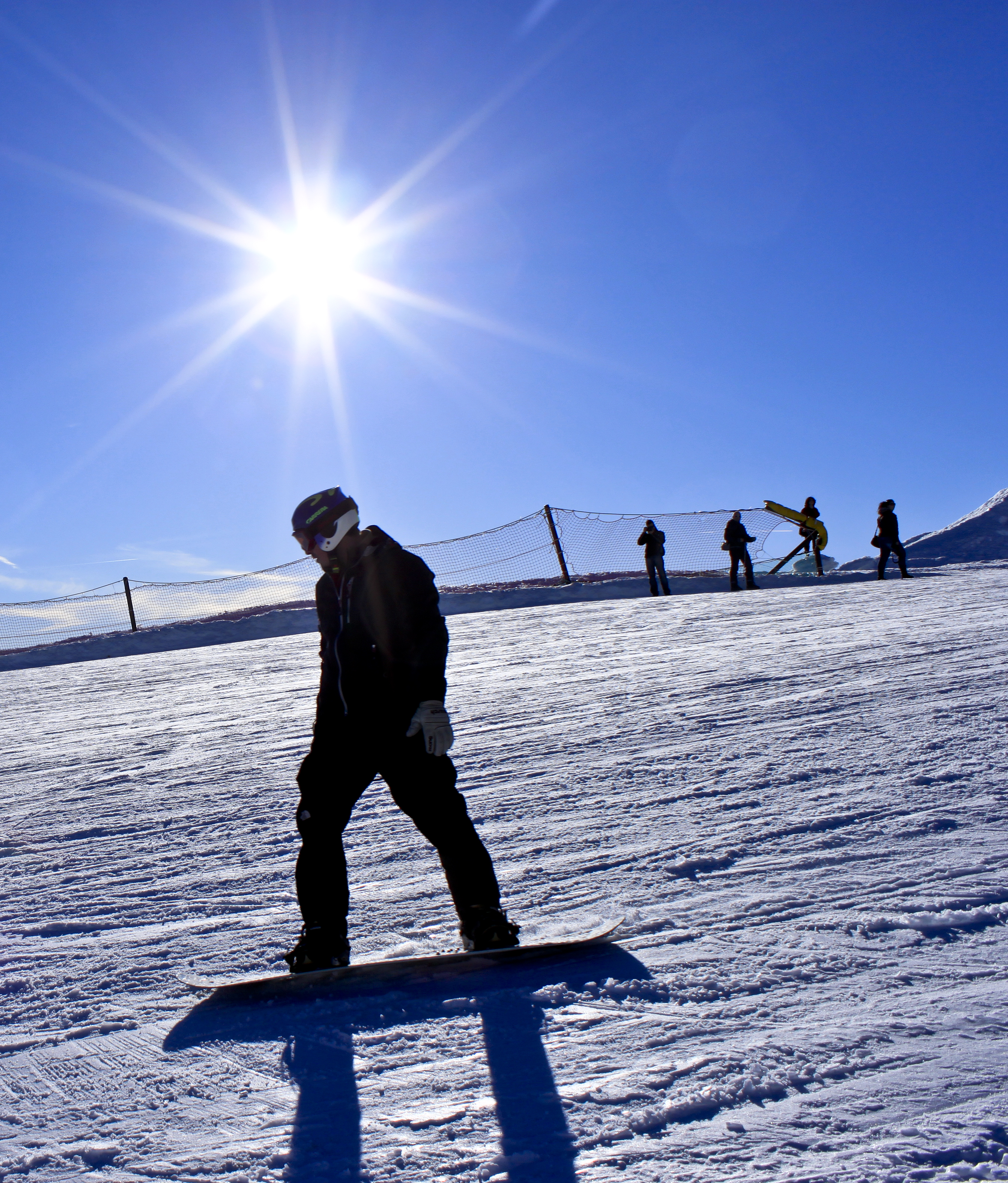
Parco nazionale del Gran Sasso